# Шматково
Шматково (укр. Шматкове) — село, Липоводолинский поселковый совет, Липоводолинский район, Сумская область, Украина.
Население по данным 1984 года составляло 220 человек. Село упразднено в 1991 году.

## Географическое положение
Село Шматково примыкает к селу Гречановка (Гадячский район) Полтавской области. По селу протекает пересыхающий ручей с запрудой.

## История
- 1991 г. — село было упразднено[1].

## Известные уроженцы
- Семенко, Валентина Николаевна (1930—2000) — Герой Социалистического Труда.